# Callohesma albiceris
Callohesma albiceris är en biart som först beskrevs av Exley 1974.  Callohesma albiceris ingår i släktet Callohesma och familjen korttungebin. Inga underarter finns listade.

## Bildgalleri

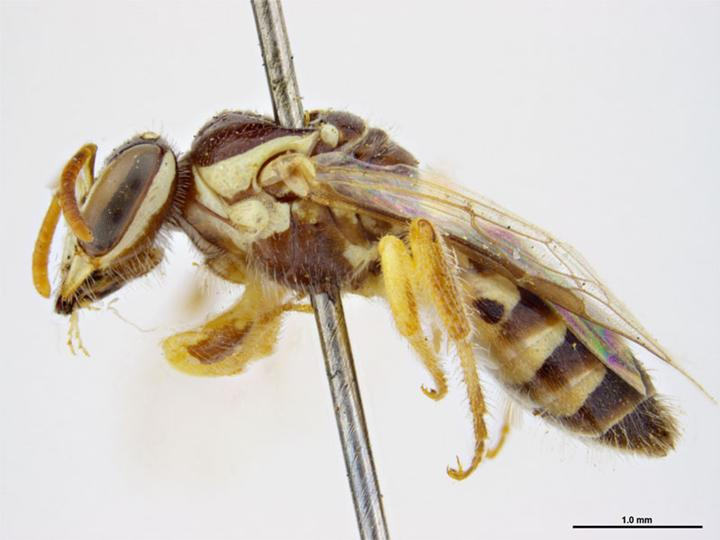
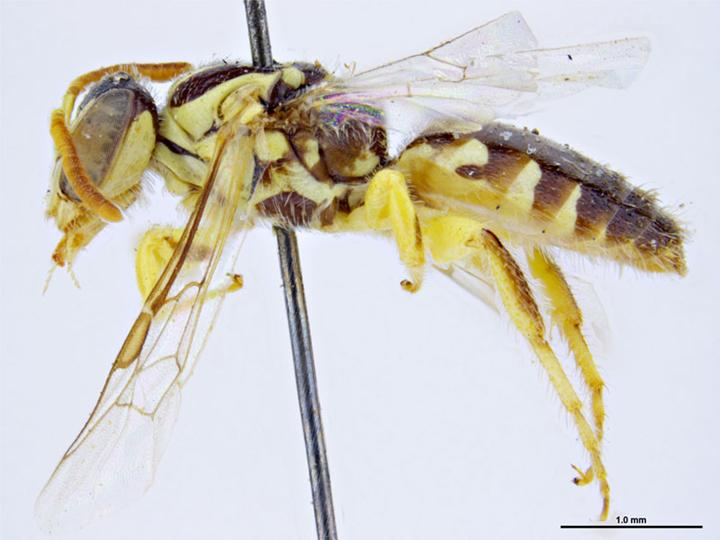